# قسم بابارشاني الريفي (مقاطعة بيجار)
قسم بابارشاني الريفي (بالفارسية: دهستان بابارشانی) هي منطقة سكنية تقع في إيران في ناحية جنغ الماس. يقدر عدد سكانها بـ 3,178 نسمة .